# Залевская, Александра Александровна
Алекса́ндра Алекса́ндровна Зале́вская (29 сентября 1929 — 9 мая 2021) — советский и российский психолингвист, доктор филологических наук, профессор, заслуженный деятель науки Российской Федерации (1998).

## Биография
Окончила Алма-Атинский институт иностранных языков (1951). Специалист по психолингвистическим проблемам семантики слова, порождения и понимания речи.
С 1955 года работала в Алма-Атинском институте иностранных языков, с 1969 г. работала в Тверском госуниверситете (ранее Калининском педагогическом институте). Доцент с 1961 года, профессор с 1984 года. Заведующая кафедрой английской филологии (до 2015 г.), затем профессор кафедры теории языка и перевода.
Автор более 350 научных трудов, в том числе 15 книг (1 учебник с грифом Минобразования, 7 учебных пособий, 2 выпуска текстов лекций, 5 монографий), 11 публикаций за рубежом.
Научный редактор двух коллективных монографий, 28 сборников научных трудов, 2 выпусков «Лингвистика и межкультурная коммуникация» «Вестника ТвГУ» (серия «Филология»), член редколлегии периодического издания «Studia linguistica cognitiva», журналов «Вопросы психолингвистики», «Алтайский филологический журнал».
Подготовила 36 кандидатов наук и 9 докторов наук. Председатель диссертационного совета. Руководитель Тверской психолингвистической научной школы.
Участвовала в работе международных форумов: Лондон (1969), Токио (1972), Париж (1976), Будапешт (1991, 1998), Гданьск (1998, 2000), Алматы (2003), Харбин (2005), Пекин (2006).

## Звания
- Заслуженный деятель науки Российской Федерации (1998)
- Почётный действительный член (академик) Международной академии психологических наук (1998)
- Почётный профессор Тверского государственного университета (1996)
- Соросовский лауреат (1997)
- Почётный профессор Казахского университета международных отношений и мировых языков им. Абылай хана (Республика Казахстан, 2003)
- Почётный профессор Харбинского педагогического университета (КНР, 2006)

## Награды
- Медаль «Ветеран труда»
- Почетный знак «Заслуженный деятель науки Российской Федерации»

## Труды
- Залевская А. А. Психолингвистические проблемы семантики слова. — Калинин: Калинин. гос. ун-т, 1982.
- Залевская А. А. Проблемы психолингвистики. — Калинин: Калинин. гос. ун-т, 1983.
- Залевская А. А. Понимание текста: психолингвистический подход. — Калинин: Калинин. гос. ун-т, 1988.
- Залевская А. А. Слово в лексиконе человека: психолингвистическое исследование. — Воронеж: Изд-во Воронеж. гос. ун-та, 1990.
- Залевская А. А. Индивидуальное знание: специфика и принципы функционирования. — Тверь: Твер. гос. ун-т, 1992.
- Залевская А. А. Вопросы теории овладения вторым языком в психолингвистическом аспекте. — Тверь: Твер. гос. ун-т, 1996.
- Залевская А. А. Введение в психолингвистику. — М.: Российск. гос. гуманит. ун-т, 1999.
- Залевская А. А., Медведева И. Л. Психолингвистические проблемы учебного двуязычия. — Тверь: Твер. гос. ун-т, 2002.
- Залевская А. А. Психолингвистические исследования. // Слово. Текст: Избранные труды. — М.: Гнозис, 2005.
- Залевская А. А. Введение в психолингвистику. Изд. 2-е, дополн. — М : Российск. гос. гуманит. ун-т, 2007.